# Meadia
Meadia – rodzaj ryb promieniopłetwych z podrodziny Ilyophinae w obrębie rodziny Synaphobranchidae.

## Rozmieszczenie geograficzne
Do rodzaju należą gatunki występujące w wodach Oceanu Indyjskiego i zachodniego Oceanu Spokojnego.

## Morfologia
Długość ciała do 74,5 cm.

## Systematyka
Rodzaj zdefiniował w 1951 roku amerykański ichtiolog James E. Böhlke w artykule poświęconym nowemu rodzajowi ryby węgorzokształtnej z zachodniej części Oceanu Spokojnego, opublikowanym w czasopiśmie Stanford Ichthyological Bulletin. Gatunkiem typowym jest (oryginalne oznaczenie (również monotypowe)) M. abyssale.

### Etymologia
Meadia: Giles W. Mead (1928–2003), amerykański ichtiolog.

### Podział systematyczny
Do rodzaju należą następujące gatunki:
- Meadia abyssalis (Kamohara, 1938)
- Meadia minor Vo & Ho, 2021
- Meadia roseni Mok, Lee & Chan, 1991